# Lüdecke Ernst von Schöning
Lüdecke Ernst von Schöning (* 1649; † 17. September 1693 in Heilbronn) war brandenburgischer Offizier und Gouverneur von Magdeburg und Kommandant der Zitadelle Magdeburg, später dann sächsischer Generalleutnant.

## Herkunft
Lüdecke Ernst war Angehöriger des neumärkischen Adelsgeschlechts von Schöning. Er war ein Sohn des Erbherrn auf Suckow und Lübtow, Heinrich von Schöning († 1665) und der Ilse Sophie von Blankensee († 1653). Er blieb unvermählt.

## Leben
Schöning begann seine Laufbahn 1669 als Musketier bei der Kurbrandenburgischen Garde, avancierte dort 1672 zum Leutnant und 1675 zum Kapitän. Er nahm am Krieg gegen Schweden teil und stieg 1682, weiter auf zum Oberstwachtmeister. Seit 1682 nahm er am Großen Türkenkrieg und der Belagerung von Ofen teil. Am 30. Dezember 1686 wurde Schöning zum Oberst befördert und zum Kommandeur des Leibregiments ernannt. Am 17. Oktober 1689 erfolgte seine Beförderung zum Generalmajor. Von 1689 bis 1691 kämpfte er im Pfälzischen Erbfolgekrieg und machte die Belagerung von Bonn und die Einnahme von Brüssel mit. Seit dem 2. Juni 1691 war Schöning Gouverneur von Magdeburg.
Er war ein verwandter von Hans Adam von Schöning und als dieser als Feldmarschall in kursächsische Dienste wechselte, folgte am 1. März 1692 Schöning in kursächsische Dienste und nahm am Reichskrieg gegen Frankreich teil. Spätestens 1693 wurde er zum Generalleutnant befördert. Nach der Arretierung des Feldmarschalls führte er das sächsische Kontingent bei der Reichsarmee, starb jedoch bereits im Dezember 1693 im Feldlager zu Heilbronn.
Schöning war Erbherr auf Ückerhoff, Muscherin, Klein Rischow und Lübtow, sowie anteilig Suckow.